# コルニエツタヤ
コルニエツタヤ（英称：Cornier-TSUTAYA）は、福島県福島市の福島駅前にかつてあったファッションビル。

## 歴史
運営主体は、1882年（明治6年）に郡山市で創業した呉服店の流れを汲むツタヤ百貨店。1958年（昭和33年）に福島市に中合、山田百貨店（のちのさくら野百貨店福島店、現在は閉店）に次ぐ百貨店として開店し、1965年（昭和40年）には年商10.1億円（売場面積3,210m2）を上げて山田百貨店の年商8.5億円（売場面積4,016m2）を上回り、中合の年商24.5億円（売場面積7,028m2）に大きな差を付けられたものの、福島市で第2位の百貨店となった。
しかし、1971年（昭和46年）9月にライバルの中合が福島商工会議所の小売商部会で売場面積19,338m2に増床することが決まると、もう一つのライバル山田百貨店も対抗して新しい中合に隣接する平和ビルに進出して売場面積9,960m2に増床することが大規模小売店舗法に基いて行われた1973年（昭和48年）3月3日の福島商工会議所の商業活動調整協議会で認められて福島駅前に移転開業することになった為（同年11月に両店共に開業)、1974年（昭和49年）5月24日に「コルニエツタヤ」として新装開店し、に百貨店からテナントビルに業態転換した。中高年層中心の中合・山田とは違い、若者層をターゲットを絞ったテナントにトレードマークのさくらんぼをあしらった看板を掲げ、最盛期には40店舗あまりが入居していた。

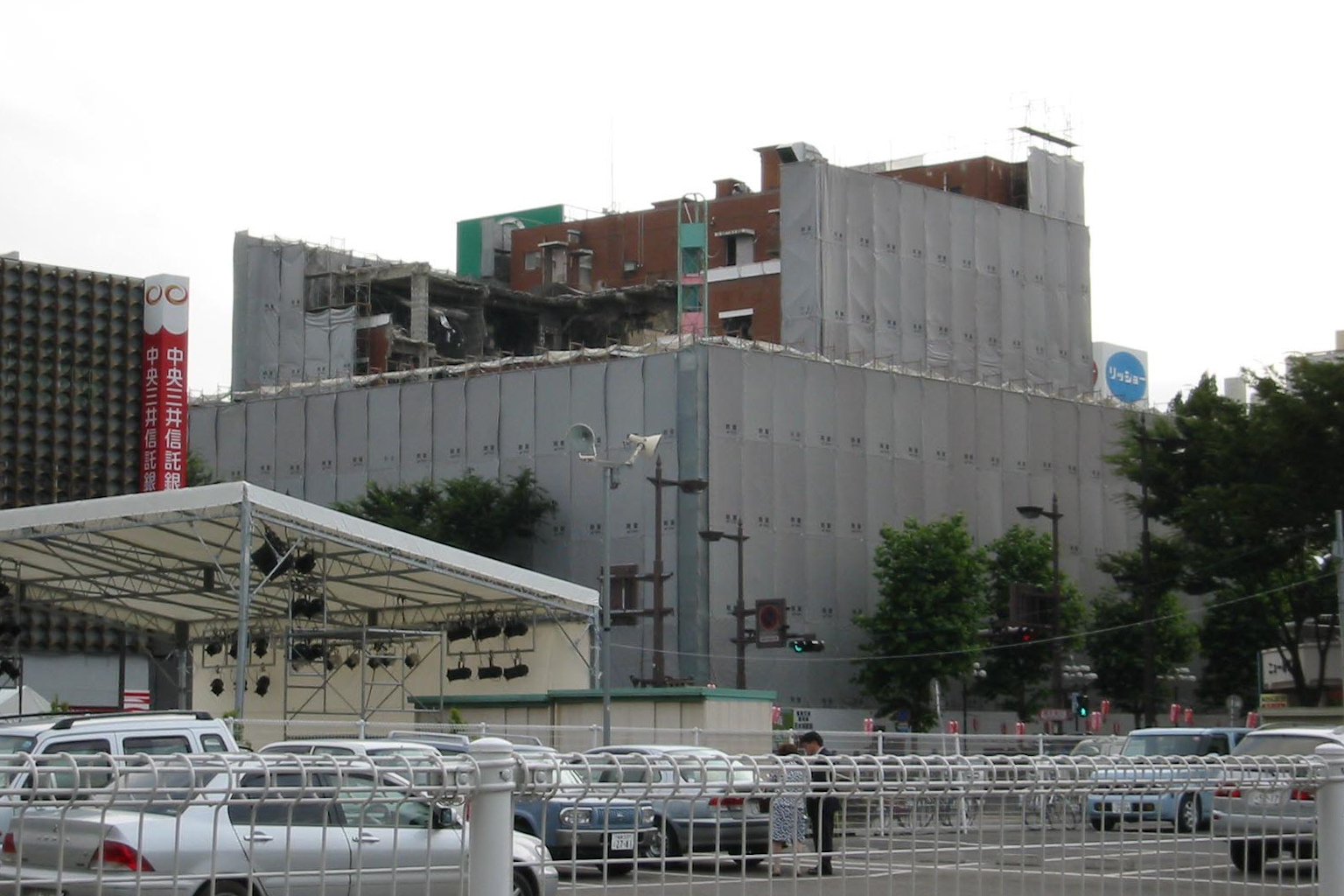
コルニエツタヤの解体(2003年7月撮影)

中心市街地の空洞化の影響などを受け、ツタヤ百貨店は2002年（平成14年）11月5日に福島地方裁判所より13億円の負債を抱えて破産宣告を受けた。コルニエツタヤはその2週間後、11月19日に営業を終了した。
閉店時26あったテナントのうち、営業の継続を希望していた13店舗（他、新規出店1店舗）は、長崎屋福島店跡のニュー福ビル内に福島商工会議所などが主体となって同年12月19日に開設されたファッションプラザ・レッツに移転した。
コルニエツタヤビルは2003年（平成15年）5月より取り壊しが始まり、跡地には福島市の建設会社佐藤工業により2004年（平成16年）4月に、5年間を目処とした2階建ての暫定テナントビル「アクティ21」が設けられていた。その後、アクティ21は取り壊され、2021年（令和3年）4月、福島県立医科大学保健科学部が開学した。